# Terence Longdon
Terence Longdon (* 14. Mai 1922 in Newark-on-Trent, Nottinghamshire als Hubert Tuelly Longdon; † 23. April 2011 in Oxford, Oxfordshire) war ein britischer Schauspieler.

## Leben und Karriere
Terence Longdon diente während des Zweiten Weltkrieges als Pilot beim Fleet Air Arm. Von 1946 bis 1948 studierte er Schauspiel an der Royal Academy of Dramatic Art, im Anschluss folgten Bühnenrollen am West End sowie in der Shakespeare Memorial Company in Stratford-on-Avon unter Leitung von Anthony Quayle. Longdon blieb dem Theater über Jahrzehnte verbunden und spielte verschiedene Charaktere aus den Werken von William Shakespeare sowie den Mr. Darcy in einer Adaption von Stolz und Vorurteil.
Seine ersten Film- und Fernsehrollen kamen Anfang der 1950er-Jahre. Meist verkörperte er kultivierte und gebildete Charaktere, die nicht selten auch unsympathisch oder zwielichtig erschienen. Longdon konnte sich in den 1950er-Jahren als Kinoschauspieler etablieren und spielte viele Nebenrollen, so auch in vier Filmen der Carry-On-Komödienreihe zwischen 1958 und 1961. Bekannt wurde er auch durch seine Mitwirkung an dem Filmklassiker Ben Hur von William Wyler, in dem er Drusus, den Sekretär und Vertrauten des von Stephen Boyd verkörperten Messala, spielte. Eine seiner wenigen Hauptrollen hatte Longdon zwischen 1959 und 1962 als Pilot Garry Halliday in der gleichnamigen BBC-Kinderserie. Ab Ende der 1960er-Jahre verlegte sich Longdon wieder hauptsächlich auf die Theaterarbeit und seine Film- und Fernsehrollen wurden seltener. Zuletzt stand er 2003 für die Fernsehbiografie Hitler – Aufstieg des Bösen in einer kleinen Rolle vor der Kamera.
Longdon war ab 1953 mit seiner Schauspielkollegin Barbara Jefford verheiratet, die Ehe wurde 1960 geschieden. Von 2004 bis zu seinem Tod war er in zweiter Ehe mit Gillian Conyers verheiratet. Longdon starb im April 2011 im Alter von 88 Jahren an einer Krebserkrankung.

## Filmografie (Auswahl)
- 1951: Androcles and the Lion (Fernsehfilm)
- 1952: Angels One Five
- 1954: Verbotene Fracht (Forbidden Cargo)
- 1955: Herr Satan persönlich (Mr. Arkadin)
- 1956: Die schöne Helena (Helen of Troy)
- 1956: Der Mann, den es nie gab (The Man Who Never Was)
- 1957: Im Dienste des Königs (Dangerous Exile)
- 1957: Hilfe, der Doktor kommt! (Doctor at Large)
- 1958: Ivanhoe (Fernsehserie)
- 1958: Froschmann Crabb (The Silent Enemy)
- 1958: Herz ohne Hoffnung (Another Time, Another Place)
- 1958: Kopf hoch – Brust raus! (Carry On Sergeant)
- 1959: 41 Grad Liebe (Carry On Nurse)
- 1959: Ben Hur (Ben-Hur)
- 1959–1962: Garry Halliday (Fernsehserie, 50 Folgen)
- 1960: Ist ja irre – Diese strammen Polizisten (Carry On, Constable)
- 1960, 1964: Geheimauftrag für John Drake (Danger Man, Fernsehserie, 2 Folgen)
- 1961: Nicht so toll, Süßer (Carry On Regardless)
- 1961: Was geschah im College (Out of the Shadow)
- 1961: Das Schlitzohr (On the Fiddle)
- 1965: Die Rückkehr von Herrn Moto (The Return of Mr. Moto)
- 1967: This Way for Murder (Miniserie, 6 Folgen)
- 1968: Mit Schirm, Charme und Melone (The Avengers, Fernsehserie, Folge Get-A-Way!)
- 1973: The Bellcrest Story (Fernsehserie, 10 Folgen)
- 1978: Die Wildgänse kommen (The Wild Geese)
- 1980: Die Seewölfe kommen (The Sea Wolves)
- 1980: Die Mars-Chroniken (The Martian Chronicles, Miniserie, Folge 1x03)
- 1981–1982: Coronation Street (Fernsehserie, 16 Folgen)
- 1986: Sherlock Holmes (Fernsehserie, Folge The Man with the Twisted Lip)
- 1995: Letters from the East
- 2003: Hitler – Aufstieg des Bösen (Hitler: The Rise of Evil, Miniserie)